# توماس ر. سارجنت الثالث
توماس ر. سارجنت الثالث (بالإنجليزية: Thomas R. Sargent III)‏ هو ضابط أمريكي، ولد في 20 ديسمبر 1914 في لندن في المملكة المتحدة، وتوفي في 29 مايو 2010 في لاك سان ماركوس (كاليفورنيا) في الولايات المتحدة.